# Kostel svatého Jiljí (Ředhošť)
Filiální kostel svatého Jiljí v Ředhošti, jedné z částí obce Mšené-lázně v okrese Litoměřice v Ústeckém kraji, je cennou historickou stavbou a krajinnou dominantou v dané lokalitě. Celý areál kostela s dochovanými románskými a gotickými prvky je zapsaný v Ústředním seznamu nemovitých kulturních památek ČR.

## Historie
První písemná zmínka o Ředhošti pochází z roku 1203. Kostel sv. Jiljí je původně románský, pravděpodobně z 12. nebo 13. století. Z nejstaršího období se dochovala část zdiva kostelní lodi a románská hranolová věž s typickými dvoj- a trojdílnými sdruženými okny. Písemně je kostel doložen až z roku 1394.

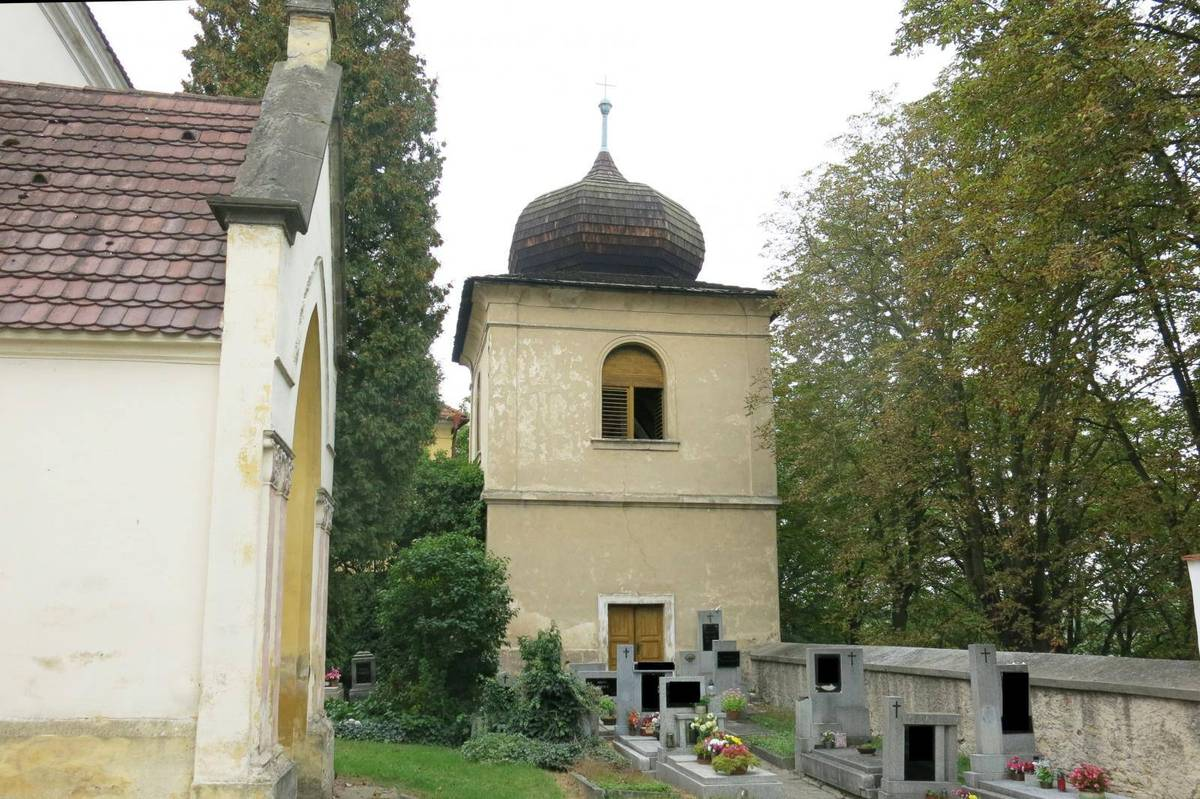
Barokní zvonice v rohu hřbitova

Ve 14. století byl kostel rozšířen a byl přistavěn presbytář. Kamenná gotická menza s kružbami, která je součástí hlavního oltáře, pochází z doby kolem roku 1370. V druhé polovině 18. století byl kostel barokně upraven.

## Popis
Kostel náleží k římskokatolické farností Budyně nad Ohří podřipského vikariátu pražské arcidiecéze.

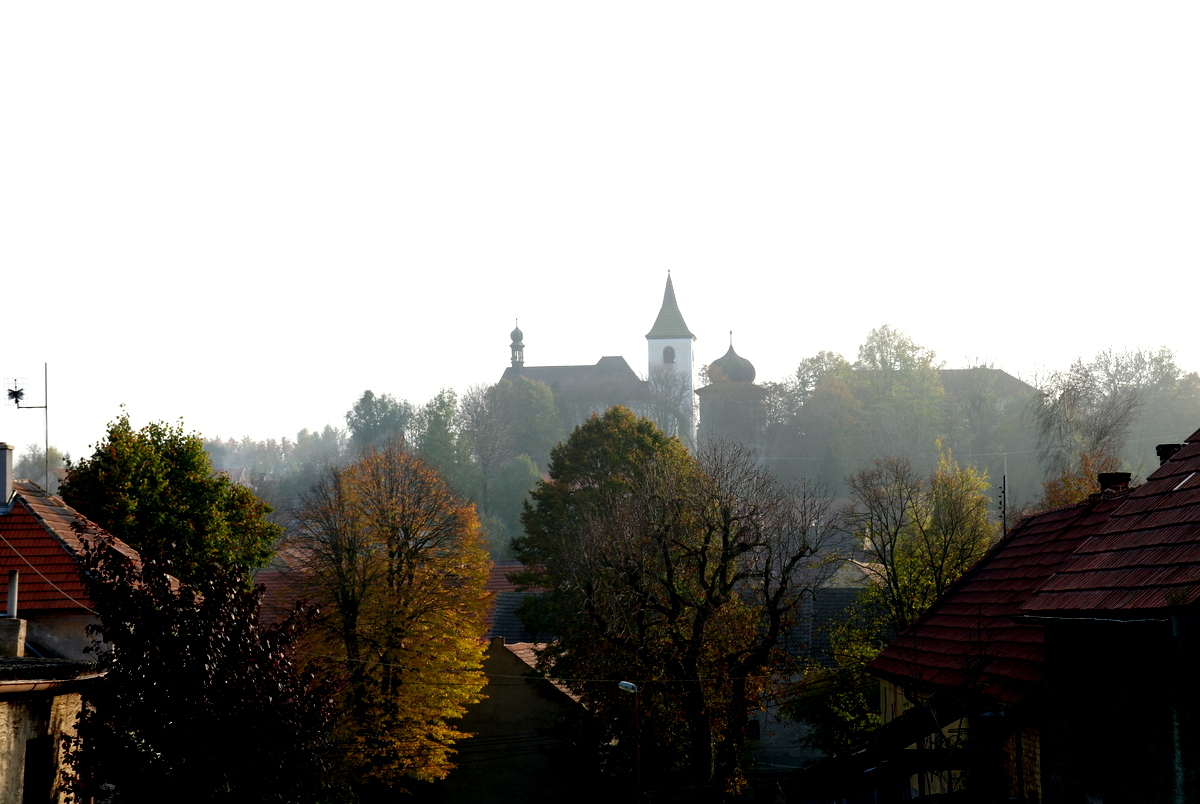
Ředhošť s kostelem sv. Jiljí

Areál kostela, jehož součástí je zvonice a přilehlý hřbitov s ohradní zdí a branami, se nachází na pravém břehu Mšenského potoka v centrální části vesnice. Jednolodní kostel s dominantní původně románskou věží, obklopený hřbitovem, se nachází uprostřed uzavřeného areálu. Ohradní zeď se dvěma branami, postavená z lomového kamene, pochází pravděpodobně z 18. století. Památková ochrana se vztahuje také na celý hřbitov, který se nachází na původním místě a je dokladem dřívějšího způsobu pohřbívání.
V rohu severní zdi areálu samostatně stojí relativně nízká dvoupodlažní barokní zvonice, vybudovaná pravděpodobně v polovině 18. století. Solitérní stavba čtvercového půdorysu má cibulovitou střechu, zakončenou makovicí s křížkem. Jednoduché průčelí stavby je členěné lizénami a římsami, okna a dveře jsou lemovaná šambránami.